# Death Row
A Death Row  a német Accept zenekar 1994-ben megjelent albuma.

## Számok listája
- Death Row
- Sodom & Gomorra
- The Beast Inside
- Dead On!
- Guns 'R' Us
- Like A Loaded Gun
- What Else
- Stone Evil
- Bad Habits Die Hard
- Prejudice
- Bad Religion
- Generation Clash II
- Writing On The Wall
- Drifting Apart
- Pomp And Circumstance

## Közreműködők
- Udo Dirkschneider – ének
- Wolf Hoffmann – gitár
- Peter Baltes – basszusgitár
- Stefan Kaufmann – dob